# Papampeta
Papampeta é uma vila no distrito de Anantapur, no estado indiano de Andhra Pradesh.

## Demografia
Segundo o censo de 2001, Papampeta tinha uma população de 9308 habitantes. Os indivíduos do sexo masculino constituem 53% da população e os do sexo feminino 47%. Papampeta tem uma taxa de literacia de 60%, superior à média nacional de 59,5%: a literacia no sexo masculino é de 68% e no sexo feminino é de 50%. Em Papampeta, 12% da população está abaixo dos 6 anos de idade.